# Meihekou
Meihekou (chiń. 梅河口; pinyin Méihékǒu) – miasto na prawach powiatu w północno-wschodnich Chinach, w prowincji Jilin, w prefekturze miejskiej Tonghua. W 1999 roku liczba mieszkańców miasta wynosiła 610 399. Węzeł kolejowy łączący linię Jilin-Shenyang z liniami prowadzącymi do Tonghua i Ji’an na wschodzie oraz Siping na zachodzie. Meihekou jest także ważnym punktem przeładunku samochodów ciężarowych.
Miasto założono w 1880 roku.